# Rifugio Campogrosso
Das  Rifugio Campogrosso, vollständiger Name Rifugio Campogrosso Antonio Giuriolo oder auch nur Rifugio Toni Giuriolo, ist eine private Schutzhütte am nördlichen Rand der Caregagruppe in den Vizentiner Alpen.

## Lage und Umgebung
Das Rifugio Campogrosso liegt auf 1457 m s.l.m. am Rand der Carega-Gruppe östlich des Passo di Campogrosso 1460 m s.l.m. im Gemeindegebiet von Recoaro Terme. Unmittelbar nördlich der Hütte grenzt der Gebirgsstock des Sengio Alto. Von Recoaro Terme aus ist das Rifugio über die Strada provinciale SP 99 Campogrosso mit dem Auto aus zu erreichen.
Die Campogrosso-Hütte wird sowohl vom Europäischen Fernwanderweg E5 als auch vom Sentiero della Pace (deutsch Friedensweg) berührt.

## Geschichte
Eine erste Schutzhütte am Passo Campogrosso wurde 1898 von der Sektion Schio des Club Alpino Italiano errichtet. Diese als Rifugio Schio bezeichnete Hütte liegt etwas oberhalb des Rifugio Campogrosso und wurde bis zum Ausbruch des Ersten Weltkrieges genutzt.
Nach Ende des Krieges erwarb die Sektion 1920 eine bis 1918 von der italienischen Finanzwache benutzte Kaserne an der ehemaligen Grenze zu Österreich-Ungarn, für die nach der neuen Grenzziehung kein Bedarf mehr Bestand. Dieses umgebaute Kasernengebäude wurde als Rifugio Olinto de Pretto, benannt nach einem kurz zuvor verstorbenen Sektionsmitglied, 1923 eingeweiht.
1938 verkaufte die in finanzielle Schwierigkeiten geratene Sektion beide Hütten an die CAI-Sektion Vicenza, nachdem bereits 1928 Teile an die Sektion Vicenza abgetreten worden waren.
Nach Ende des Zweiten Weltkrieges wurde das Rifugio de Pretto auf den 1944 gefallenen Widerstandskämpfer Antonio „Toni“ Giuriolo umbenannt. 1984 ging das Rifugio Campogrosso Antonio Giuriolo in Privatbesitz über.

## Zugänge
- Vom Passo Pian delle Fugazze, 1162 m ⊙ Weg 170 in 2 Stunden 15 Minuten
- Von Recoaro Terme, 446 m ⊙ auf Weg 1 in 2 Stunden 30 Minuten
- Von Camposilvano, 1005 m ⊙ auf Weg 153 in 1 Stunde 45 Minuten

## Nachbarhütten und Übergänge
- Zum Rifugio Mario Fraccaroli, 2238 m ⊙ auf Weg 157 in 3 Stunden
- Zum Rifugio Scalobri, 1767 m ⊙ auf Weg 157, 109 in 1 Stunden 45 Minuten
- Zum Rifugio Cesare Battisti, 1265 m ⊙ auf Weg 157, 105 in 3 Stunden 45 Minuten